# 나스닥 아이슬란드
나스닥 아이슬란드(Nasdaq Iceland)는 예전에는 아이슬란드 증권거래소(아이슬란드어: Kauphöll Íslands, XICE)로 불려진 아이슬란드의 증권거래소이다.
1985년 중앙은행 주도로 여러 은행과 증권사가 합작으로 설립되었다. 1986년 아이슬란드 국채 거래가 시작되었으며, 본격적인 기업 주식 거래는 1991년에 시작되었다. 이후 아이슬란드의 주식 시장은 급격히 성장하였다. 소매업, 어업, 운송업, 은행, 보험업, 그리고 수많은 다른 분야의 회사들을 포함하여, 다양한 회사들이 현재 거래소에 상장되어 있다. 아이슬란드 경제의 작은 규모와 낮은 상장 비용 때문에 XICE에서 거래되는 기업들 중 상당수가 상대적으로 규모가 작고 상대적으로 비합리적이다.

## 같이 보기
- 나스닥 코펜하겐
- 나스닥 스톡홀름
- 나스닥 헬싱키
- 나스닥 빌뉴스
- 나스닥 리가
- 나스닥 탈린